# Corvus enca
Corvus enca là một loài chim trong họ Corvidae.